# Nazionale di scherma dell'Italia

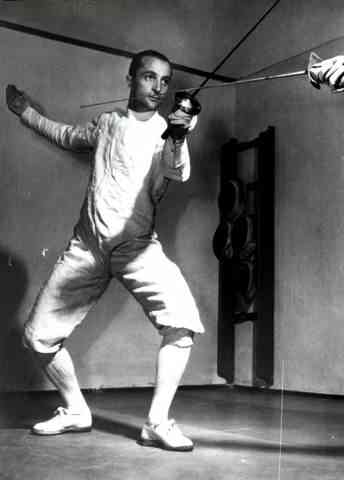
Edoardo Mangiarotti, con tredici medaglie, è lo schermidore italiano più titolato ai Giochi olimpici

La nazionale di scherma dell'Italia è la rappresentativa nazionale dell'Italia nelle competizioni internazionali di scherma, le cui principali sono i Giochi olimpici, i campionati mondiali ed i campionati europei.

## Storia
La rappresentativa italiana di scherma è sempre stata presente ai Giochi olimpici estivi, sin da Parigi 1900 (25 edizioni su 27), ai Campionati mondiali di scherma sin da Parigi 1937 (59 edizioni su 59) ed ai Campionati europei di scherma sin da Foggia 1981 (26 edizioni su 26).

## Quadri tecnici
A differenza magari di altri sport individuali, nella scherma il commissario tecnico non è unico, ma uno per ogni tipo di arma. In alcuni periodi vi sono anche stati due CT nella stessa arma, uno per gli uomini ed uno per le donne. Per il quadriennio olimpico 2025-2028 i CT della nazionale italiana sono:
- Fioretto: Simone Vanni
- Sciabola: Andrea Terenzio (M) / Andrea Aquili (F)
- Spada: Dario Chiadò

### Storico
| Periodo   | Fioretto        | Sciabola                                              | Spada        |
| --------- | --------------- | ----------------------------------------------------- | ------------ |
| 2009-2012 | Stefano Cerioni | Giovanni Sirovich                                     | Sandro Cuomo |
| 2013-2016 | Andrea Cipressa | Giovanni Sirovich                                     | Sandro Cuomo |
| 2017-2020 | Andrea Cipressa | Giovanni Sirovich                                     | Sandro Cuomo |
| 2021-2024 | Stefano Cerioni | Luigi Tarantino (dimesso gennaio 2022) Nicola Zanotti | Dario Chiadò |
| 2025-2028 | Simone Vanni    | Andrea Terenzio (M) / Andrea Aquili (F)               | Dario Chiadò |

## Palmarès
| Competizione        | Uomini | Uomini  | Uomini | Donne | Donne   | Donne  | Totale | Totale  | Totale | Totale | Totale |
| ------------------- | ------ | ------- | ------ | ----- | ------- | ------ | ------ | ------- | ------ | ------ | ------ |
| Competizione        | Oro    | Argento | Bronzo | Oro   | Argento | Bronzo | Oro    | Argento | Bronzo | Tot.   | Pos.   |
| Giochi olimpici     |        |         |        |       |         |        | 50     | 43      | 33     | 126    | 1º     |
| Campionati mondiali |        |         |        |       |         |        | 108    | 102     | 115    | 325    | 1º     |
| Campionati europei  |        |         |        |       |         |        | 67     | 43      | 75     | 175    | 1º     |

## Riepilogo medaglie (Giochi olimpici, Mondiali, Europei)

### 1900-1909
| Competizione                         | Oro                              | Argento | Bronzo            |
| ------------------------------------ | -------------------------------- | --- | ----------------- |
| 2ª Olimpiade (Parigi 1900) 1 - 0     | Antonio Conte (sciabola maestri) | Italo Santelli (sciabola maestri)                                                                                             | -- -- -- -- -- -- |
| 4ª Olimpiade (Londra 1908) 0 - 1 - 0 | -- -- -- -- -- --                | Squadra sciabola maschile (Riccardo Nowak, Alessandro Pirzio Biroli, Abelardo Olivier, Marcello Bertinetti, Sante Ceccherini) | -- -- -- -- -- -- |

### 1910-1919
| Competizione                        | Oro                  | Argento                    | Bronzo            |
| ----------------------------------- | -------------------- | -------------------------- | ----------------- |
| 5ª Olimpiade (Stoccolma 1912) 1 - 0 | Nedo Nadi (fioretto) | Pietro Speciale (fioretto) | -- -- -- -- -- -- |

### 1920-1929
| Competizione                                        | Oro | Argento | Bronzo |
| --------------------------------------------------- | --- | --- | --- |
| 7ª Olimpiade (Anversa 1920) 5 - 1 - 0               | Nedo Nadi (fioretto) Nedo Nadi (sciabola) Squadra spada maschile (Nedo Nadi, Aldo Nadi, Abelardo Olivier, Dino Urbani, Tommaso Costantino, Paolo Thaon di Revel, Giovanni Canova) Squadra fioretto maschile (Tommaso Costantino, Aldo Nadi, Nedo Nadi, Abelardo Olivier, Oreste Puliti, Pietro Speciale, Rodolfo Terlizzi) Squadra sciabola maschile (Nedo Nadi, Aldo Nadi, Oreste Puliti, Baldo Baldi, Francesco Gargano, Giorgio Santelli, Dino Urbani) | Aldo Nadi (sciabola)                                                                                                  | -- -- -- -- -- -- |
| 8ª Olimpiade (Parigi 1924) 1 - 0 - 1                | Squadra sciabola maschile (Oreste Puliti, Oreste Moricca, Marcello Bertinetti, Giulio Sarrocchi, Renato Anselmi, Guido Balzarini, Bino Bini, Vincenzo Cuccia) | -- -- -- -- -- -- | Squadra spada maschile (Marcello Bertinetti, Giovanni Canova, Vincenzo Cuccia, Giulio Basletta, Virgilio Mantegazza, Oreste Moricca) |
| 5^ Internazionale (Budapest/Ostenda 1926) 1 - 0 - 2 | Giorgio Chiavacci (fioretto) | -- -- -- -- -- -- | Ugo Pignotti (fioretto) Bino Bini (sciabola)                                                                                         |
| 6^ Internazionale (Vichy 1927) 1 - 0 - 1            | Oreste Puliti (fioretto) | -- -- -- -- -- -- | Gioacchino Guaragna (fioretto) |
| 9ª Olimpiade (Amsterdam 1928) 2 - 1 - 2             | Squadra spada maschile (Giulio Basletta, Marcello Bertinetti, Giancarlo Cornaggia-Medici, Carlo Agostoni, Renzo Minoli, Franco Riccardi) Squadra fioretto maschile (Ugo Pignotti, Giulio Gaudini, Giorgio Pessina, Gioacchino Guaragna, Oreste Puliti, Giorgio Chiavacci) | Squadra sciabola maschile (Bino Bini, Oreste Puliti, Giulio Sarrocchi, Renato Anselmi, Emilio Salafia, Gustavo Marzi) | Giulio Gaudini (fioretto) Bino Bini (sciabola)                                                                                       |
| 7^ Internazionale (Napoli 1929) 2 - 2               | Oreste Puliti (fioretto) Squadra fioretto maschile | Franco Riccardi (spada) Gustavo Marzi (sciabola)                                                                      | Marcello Bertinetti (spada) Giulio Gaudini (fioretto)                                                                                |

### 1930-1939
| Competizione                                 | Oro | Argento | Bronzo |
| -------------------------------------------- | --- | --- | --- |
| 8^ Internazionale (Liegi 1930) 2 - 5 - 1     | Giulio Gaudini (fioretto) Squadra fioretto maschile | Alfredo Pezzana (spada) Gustavo Marzi (fioretto) Germana Schwaiger (fioretto) Squadra spada maschile Squadra sciabola maschile | Gioacchino Guaragna (fioretto) |
| 9^ Internazionale (Vienna 1931) 2 - 0        | Squadra spada maschile Squadra fioretto maschile | Gustavo Marzi (fioretto) Squadra sciabola maschile                                                                             | -- -- -- -- -- -- |
| 10ª Olimpiade (Los Angeles 1932) 2 - 4 - 2   | Giancarlo Cornaggia-Medici (spada) Gustavo Marzi (fioretto) | Giulio Gaudini (sciabola) Squadra spada maschile Squadra fioretto maschile Squadra sciabola maschile                           | Carlo Agostoni (spada) Giulio Gaudini (fioretto)                                                                                              |
| 11^ Internazionale (Budapest 1933) 3 - 4 - 1 | Gioacchino Guaragna (fioretto) Squadra spada maschile Squadra fioretto maschile | Saverio Ragno (spada) Giulio Gaudini (fioretto) Gustavo Marzi (sciabola) Squadra sciabola maschile                             | Giulio Gaudini (sciabola) |
| 12^ Internazionale (Varsavia 1934) 2 - 4 - 2 | Giulio Gaudini (fioretto) Squadra fioretto maschile | Gustavo Marzi (fioretto) Giulio Gaudini (sciabola) Squadra spada maschile Squadra sciabola maschile                            | Giorgio Bocchino (fioretto) Squadra fioretto femminile                                                                                        |
| 13^ Internazionale (Losanna 1935) 1 - 1      | Squadra fioretto maschile | Squadra sciabola maschile | Saverio Ragno (spada) |
| 11ª Olimpiade (Berlino 1936) 4 - 3 - 2       | Franco Riccardi (spada) Giulio Gaudini (fioretto) Squadra spada maschile Squadra fioretto maschile | Saverio Ragno (spada) Gustavo Marzi (sciabola) Squadra sciabola maschile                                                       | Giancarlo Cornaggia-Medici (spada) Giorgio Bocchino (fioretto)                                                                                |
| 1^ Mondiale (Parigi 1937) 3 - 1 - 0          | Gustavo Marzi (fioretto) Squadra spada maschile (Carlo Agostoni, Roberto Battaglia, Dario Mangiarotti, Edoardo Mangiarotti, Saverio Ragno, Mario Visconti) Squadra fioretto maschile (Giorgio Bocchino, Manlio Di Rosa, Giorgio Faldini, Gustavo Marzi, Giuliano Nostini, Renzo Nostini)            | Squadra sciabola maschile (Gustavo Marzi, Aldo Masciotta, Aldo Montano, Giuseppe Perenno, Vincenzo Pinton, Arturo Di Lorenzo)  | -- -- -- -- -- -- |
| 2^ Mondiale (Piešťany 1938) 4 - 3 - 2        | Gioacchino Guaragna (fioretto) Aldo Montano Sr. (sciabola) Squadra fioretto maschile (Giorgio Bocchino, Gioacchino Guaragna, Gustavo Marzi, Giuliano Nostini, Renzo Nostini) Squadra sciabola maschile (Giulio Gaudini, Gustavo Marzi, Aldo Masciotta, Aldo Montano, Giuseppe Perenno, Mauro Racca) | Edoardo Mangiarotti (spada) Giorgio Bocchino (fioretto) Aldo Masciotta (sciabola)                                              | Giuseppe Perenno (sciabola) Squadra spada maschile (Carlo Agostoni, Roberto Battaglia, Dario Mangiarotti, Edoardo Mangiarotti, Saverio Ragno) |

### 1940-1949
| Competizione                          | Oro | Argento | Bronzo |
| ------------------------------------- | --- | --- | --- |
| 3^ Mondiale (Lisbona 1947) 2 - 3 - 4  | Aldo Montano Sr. (sciabola) Squadra sciabola maschile (Gastone Darè, Umberto De Martino, Carlo Filogamo, Aldo Montano, Vincenzo Pinton, Mauro Racca) | Manlio Di Rosa (fioretto) Silvia Strukel (fioretto) Squadra fioretto maschile (Giancarlo Bergamini, Manlio Di Rosa, Giuliano Nostini, Renzo Nostini, Giorgio Pellini, Saverio Ragno) | Edoardo Mangiarotti (fioretto) Gastone Darè (sciabola) Squadra spada maschile (Stefano Allocchio, Luigi Cantone, Ercole Domeniconi, Dario Mangiarotti, Edoardo Mangiarotti, Saverio Ragno) Squadra fioretto femminile (Cleo Balbo, Velleda Cesari, Elena Libera, Alberta Lorenzoni, Silvia Strukel) |
| 14ª Olimpiade (Londra 1948) 1 - 4 - 1 | Luigi Cantone (spada) | Vincenzo Pinton (sciabola) Squadra spada maschile Squadra fioretto maschile Squadra sciabola maschile                                                                                | Edoardo Mangiarotti (spada) |
| 5^ Mondiale (Cairo 1949) 5 - 2 - 4    | Dario Mangiarotti (spada) Gastone Darè (sciabola) Squadra spada maschile (Roberto Battaglia, Luigi Cantone, Antonio Mandruzzato, Dario Mangiarotti, Edoardo Mangiarotti, Antonio Spallino) Squadra fioretto maschile (Manlio Di Rosa, Edoardo Mangiarotti, Giuliano Nostini, Renzo Nostini, Roberto Ferrari, Giorgio Pellini) Squadra sciabola maschile (Gastone Darè, Renzo Nostini, Mauro Racca, Vincenzo Pinton, Giorgio Pellini, Vittorio Stagni) | Renzo Nostini (fioretto) Giorgio Pellini (sciabola) | Giuliano Nostini (fioretto) Edoardo Mangiarotti (fioretto) Vincenzo Pinton (sciabola) Vittorio Stagni (sciabola) |

### 1950-1959
| Competizione                             | Oro                                                                                                 | Argento | Bronzo                                                                       |
| ---------------------------------------- | --------------------------------------------------------------------------------------------------- | --- | ---------------------------------------------------------------------------- |
| 6^ Mondiale (Montecarlo 1950) 4 - 1 - 2  | Renzo Nostini (fioretto) Squadra spada maschile Squadra fioretto maschile Squadra sciabola maschile | Vincenzo Pinton (sciabola) | Dario Mangiarotti (spada) Gastone Darè (sciabola)                            |
| 7^ Mondiale (Stoccolma 1951) 2 - 5 - 1   | Edoardo Mangiarotti (spada) Manlio Di Rosa (fioretto)                                               | Carlo Pavesi (spada) Edoardo Mangiarotti (fioretto) Squadra spada maschile Squadra fioretto maschile Squadra sciabola maschile | Gastone Darè (sciabola)                                                      |
| 15ª Olimpiade (Helsinki 1952) 3 - 4 - 1  | Edoardo Mangiarotti (spada) Irene Camber (fioretto) Squadra spada maschile                          | Dario Mangiarotti (spada) Edoardo Mangiarotti (fioretto) Squadra fioretto maschile Squadra sciabole maschile                   | Manlio Di Rosa (fioretto)                                                    |
| 8^ Mondiale (Copenaghen 1952) 0 - 1      | -- -- -- -- -- --                                                                                   | -- -- -- -- -- -- | Squadra fioretto femminile                                                   |
| 9^ Mondiale (Bruxelles 1953) 2 - 3 - 3   | Irene Camber (fioretto) Squadra spada maschile                                                      | Edoardo Mangiarotti (fioretto) Squadra fioretto maschile Squadra sciabola maschile                                             | Fiorenzo Marini (spada) Manlio Di Rosa (fioretto) Squadra fioretto femminile |
| 10^ Mondiale (Lussemburgo 1954) 3 - 2    | Edoardo Mangiarotti (spada) Squadra spada maschile Squadra fioretto maschile                        | Carlo Pavesi (spada) Edoardo Mangiarotti (fioretto) Squadra fioretto femminile                                                 | Franco Bertinetti (spada) Giancarlo Bergamini (fioretto)                     |
| 11^ Mondiale (Roma 1955) 3 - 3           | Giorgio Anglesio (spada) Squadra spada maschile Squadra fioretto maschile                           | Franco Bertinetti (spada) Bruna Colombetti (fioretto) Squadra sciabola maschile                                                | Carlo Pavesi (spada) Renzo Nostini (sciabola) Squadra fioretto femminile     |
| 16ª Olimpiade (Melbourne 1956) 3 - 2 - 2 | Carlo Pavesi (spada) Squadra spada maschile Squadra fioretto maschile                               | Giuseppe Delfino (spada) Giancarlo Bergamini (fioretto)                                                                        | Edoardo Mangiarotti (spada) Antonio Spallino (fioretto)                      |
| 13^ Mondiale (Parigi 1957) 2 - 0 - 3     | Squadra spada maschile Squadra fioretto femminile                                                   | -- -- -- -- -- -- | Franco Bertinetti (spada) Irene Camber (fioretto) Squadra fioretto maschile  |
| 14^ Mondiale (Filadelfia 1958) 2 - 1 - 1 | Giancarlo Bergamini (fioretto) Squadra spada maschile                                               | Edoardo Mangiarotti (spada) | Squadra fioretto maschile                                                    |
| 15 Mondiale (Budapest 1959) 0 - 1        | -- -- -- -- -- --                                                                                   | -- -- -- -- -- -- | Giuseppe Delfino (spada)                                                     |

### 1960-1969
| Competizione                                     | Oro                                             | Argento | Bronzo |
| ------------------------------------------------ | ----------------------------------------------- | --- | --- |
| 17ª Olimpiade (Roma 1960) 2 - 1 - 3              | Giuseppe Delfino (spada) Squadra spada maschile | Squadra fioretto maschile                                                                                                | Wladimiro Calarese (sciabola) Squadra sciabola maschile Squadra fioretto femminile                                                     |
| 17^ Mondiale (Buenos Aires 1962) 0 - 1           | -- -- -- -- -- --                               | -- -- -- -- -- -- | Squadra fioretto femminile (Irene Camber, Bruna Colombetti, Giovanna Masciotta, Antonella Ragno, Natalina Sanguinetti)                 |
| 18^ Mondiale (Danzica 1963) 0 - 2                | -- -- -- -- -- --                               | -- -- -- -- -- -- | Wladimiro Calarese (sciabola) Squadra fioretto femminile (Bruna Colombetti, Giovanna Masciotta, Antonella Ragno, Natalina Sanguinetti) |
| 18ª Olimpiade (Tokyo 1964) 0 - 2 - 1             | -- -- -- -- -- --                               | Squadra spada maschile Squadra sciabola maschile                                                                         | Antonella Ragno (fioretto) |
| 19^ Mondiale (Parigi 1965) 0 - 1 - 1             | -- -- -- -- -- --                               | Squadra sciabola maschile (Giampaolo Calanchini, Wladimiro Calarese, Pierluigi Chicca, Paolo Narduzzi, Cesare Salvadori) | Squadra fioretto femminile (Bruna Colombetti, Mariangela Fissore, Giulia Lorenzoni, Giovanna Masciotta, Antonella Ragno)               |
| 21^ Mondiale (Montreal 1967) 0 - 1 - 0           | -- -- -- -- -- --                               | Antonella Ragno (fioretto)                                                                                               | -- -- -- -- -- -- |
| 19ª Olimpiade (Città del Messico 1968) 0 - 1 - 1 | -- -- -- -- -- --                               | Squadra sciabola maschile                                                                                                | Gianluigi Saccaro (spada) |

### 1970-1979
| Competizione                               | Oro                                                  | Argento                                                                                | Bronzo                                                  |
| ------------------------------------------ | ---------------------------------------------------- | -------------------------------------------------------------------------------------- | ------------------------------------------------------- |
| 24^ Mondiale (Vienna 1971) 1 - 1           | Michele Maffei (sciabola)                            | Nicola Granieri (spada)                                                                | Squadra sciabola maschile                               |
| 20ª Olimpiade (Monaco 1972) 2 - 0 - 0      | Antonella Ragno (fioretto) Squadra sciabola maschile | -- -- -- -- -- --                                                                      | -- -- -- -- -- --                                       |
| 25^ Mondiale (Goteborg 1973) 1 - 0 - 2     | Mario Aldo Montano (sciabola)                        | -- -- -- -- -- --                                                                      | John Pezza (spada) Squadra sciabola maschile            |
| 26^ Mondiale (Grenoble 1974) 1 - 1         | Mario Aldo Montano (sciabola)                        | Carlo Montano (fioretto)                                                               | Squadra sciabola maschile                               |
| 27^ Mondiale (Budapest 1975) 0 - 1         | -- -- -- -- -- --                                    | -- -- -- -- -- --                                                                      | Squadra fioretto maschile                               |
| 21ª Olimpiade (Montreal 1976) 1 - 3 - 0    | Fabio Dal Zotto (fioretto)                           | Maria Consolata Collino (fioretto) Squadra fioretto maschile Squadra sciabola maschile | -- -- -- -- -- --                                       |
| 28^ Mondiale (Buenos Aires 1977) 0 - 1 - 2 | -- -- -- -- -- --                                    | Squadra fioretto maschile                                                              | Carlo Montano (fioretto) Angelo Arcidiacono (sciabola). |
| 29^ Mondiale (Amburgo 1978) 0 - 2          | -- -- -- -- -- --                                    | -- -- -- -- -- --                                                                      | Michele Maffei (sciabola) Squadra sciabola maschile     |
| 30^ Mondiale (Melbourne 1979) 0 - 2 - 1    | -- -- -- -- -- --                                    | Squadra fioretto maschile Squadra sciabola maschile                                    | Fabio Dal Zotto (fioretto).                             |

### 1980-1989
| Competizione                                   | Oro                                                                              | Argento                                                                     | Bronzo                                                                        |
| ---------------------------------------------- | -------------------------------------------------------------------------------- | --------------------------------------------------------------------------- | ----------------------------------------------------------------------------- |
| 22ª Olimpiade (Mosca 1980) 0 - 1 - 0           | -- -- -- -- -- --                                                                | Squadra sciabola maschile                                                   | -- -- -- -- -- --                                                             |
| 1^ Europeo (Foggia 1981) 3 - 2 - 1             | Angelo Mazzoni (spada) Andrea Borella (fioretto) Anna Rita Sparaciari (fioretto) | Angelo Scuri (fioretto) Dorina Vaccaroni (fioretto)                         | Ferdinando Meglio (sciabola)                                                  |
| 31^ Mondiale (Clermont-Ferrand 1981) 0 - 1 - 3 | -- -- -- -- -- --                                                                | Squadra fioretto maschile                                                   | Angelo Scuri (fioretto) Michele Maffei (sciabola) Dorina Vaccaroni (fioretto) |
| 2^ Europeo (Mödling 1982) 2 - 0 - 2            | Mauro Numa (fioretto) Dorina Vaccaroni (fioretto)                                | -- -- -- -- -- --                                                           | Andrea Borella (fioretto) Carola Cicconetti (fioretto)                        |
| 32^ Mondiale (Roma 1982) 1 - 3 - 2             | Squadra fioretto femminile                                                       | Mauro Numa (fioretto) Dorina Vaccaroni (fioretto) Squadra sciabola maschile | Federico Cervi (fioretto) Squadra fioretto maschile                           |
| 3^ Europeo (Lisbona 1983) 2 - 1                | Andrea Borella (fioretto) Giovanni Scalzo (sciabola)                             | Angelo Mazzoni (spada) Carola Cicconetti (fioretto)                         | Angelo Scuri (fioretto)                                                       |
| 33^ Mondiale (Vienna 1983) 2 - 3               | Dorina Vaccaroni (fioretto) Squadra fioretto femminile                           | Gianfranco Dalla Barba (sciabola) Carola Cicconetti (fioretto)              | Angelo Mazzoni (spada) Squadra spada maschile Squadra sciabola maschile       |
| 23ª Olimpiade (Los Angeles 1984) 3 - 1 - 3     | Mauro Numa (fioretto) Squadra fioretto maschile Squadra sciabola maschile        | Marco Marin (sciabola)                                                      | Stefano Cerioni (fioretto) Dorina Vaccaroni (fioretto) Squadra spada maschile |
| 34^ Mondiale (Barcellona 1985) 2 - 0           | Mauro Numa (fioretto) Squadra fioretto maschile                                  | Andrea Cipressa (fioretto) Squadra spada maschile                           | -- -- -- -- -- --                                                             |
| 35^ Mondiale (Sofia 1986) 2 - 1 - 2            | Andrea Borella (fioretto) Squadra fioretto maschile                              | Squadra fioretto femminile                                                  | Mauro Numa (fioretto) Squadra spada maschile                                  |
| 36^ Mondiale (Losanna 1987) 0 - 2              | -- -- -- -- -- --                                                                | -- -- -- -- -- --                                                           | Federico Cervi (fioretto) Squadra fioretto femminile                          |
| 24ª Olimpiade (Seul 1988) 1 - 2                | Stefano Cerioni (fioretto)                                                       | Squadra fioretto femminile                                                  | Giovanni Scalzo (sciabola) Squadra sciabola maschile                          |
| 37^ Mondiale (Orleans 1989) 1 - 2 - 3          | Squadra spada maschile                                                           | Sandro Cuomo (spada) Squadra spada femminile                                | Mauro Numa (fioretto) Annalisa Coltorti (spada) Squadra fioretto femminile.   |

### 1990-1999
| Competizione                                    | Oro | Argento | Bronzo |
| ----------------------------------------------- | --- | --- | --- |
| 39^ Mondiale (Lione 1990) 3 - 2                 | Squadra spada maschile Squadra fioretto maschile Squadra fioretto femminile | Angelo Mazzoni (spada) Andrea Borella (fioretto) Giovanna Trillini (fioretto)                                                 | Tonhi Terenzi (sciabola) Squadra spada femminile                                                                                 |
| 4^ Europeo (Vienna 1991) 0 - 1                  | -- -- -- -- -- -- | -- -- -- -- -- -- | Lucia Traversa (fioretto) |
| 40^ Mondiale (Budapest 1991) 2 - 0 - 0          | Giovanna Trillini (fioretto) Squadra fioretto femminile | -- -- -- -- -- -- | -- -- -- -- -- -- |
| 5^ Europeo (Lisbona 1992) 1 - 0 - 2             | Raffaello Caserta (sciabola) | -- -- -- -- -- -- | Luigi Tarantino (sciabola) Laura Chiesa (spada)                                                                                  |
| 41^ Mondiale (L'Avana 1992) 0 - 1               | -- -- -- -- -- -- | -- -- -- -- -- -- | Squadra spada femminile |
| 6^ Europeo (Linz 1993) 1 - 0 - 2                | Roberta Giussani (spada) | -- -- -- -- -- -- | Elisa Uga (spada) Valentina Vezzali (fioretto)                                                                                   |
| 25ª Olimpiade (Barcellona 1992) 2 - 1 - 0       | Giovanna Trillini (fioretto) Squadra fioretto femminile | Marco Marin (sciabola) | -- -- -- -- -- -- |
| 42^ Mondiale (Lione 1993) 2 - 3 - 2             | Francesca Bortolozzi (fioretto) Squadra spada maschile | Laura Chiesa (spada) Squadra fioretto maschile Squadra sciabola maschile                                                      | Tonhi Terenzi (sciabola) Squadra fioretto femminile                                                                              |
| 7^ Europeo (Cracovia 1994) 0 - 1 - 3            | -- -- -- -- -- -- | Raffaello Caserta (sciabola)                                                                                                  | Paolo Milanoli (spada) Luigi Tarantino (sciabola) Giovanna Trillini (fioretto)                                                   |
| 43^ Mondiale (Atene 1994) 2 - 3 - 2             | Laura Chiesa (spada) Squadra fioretto maschile | Alessandro Puccini (fioretto) Valentina Vezzali (fioretto) Squadra fioretto femminile                                         | Francesca Bortolozzi (fioretto) Corinna Panzeri (spada)                                                                          |
| 8^ Europeo (Keszthely 1995) 1 - 2 - 0           | Raffaello Caserta (sciabola) | Laurenzo Tadai (fioretto) Diana Bianchedi (fioretto)                                                                          | -- -- -- -- -- -- |
| 44^ Mondiale (L'Aia 1995) 2 - 1 - 5             | Squadra sciabola maschile Squadra fioretto femminile | Giovanna Trillini (fioretto)                                                                                                  | Sandro Cuomo (spada) Luigi Tarantino (sciabola) Tonhi Terenzi (sciabola) Valentina Vezzali (fioretto) Diana Bianchedi (fioretto) |
| 9^ Europeo (Limoges 1996) 0 - 2                 | -- -- -- -- -- -- | -- -- -- -- -- -- | Luigi Tarantino (sciabola) Frida Scarpa (fioretto)                                                                               |
| 26ª Olimpiade (Atlanta 1996) 3 - 2 - 2          | Alessandro Puccini (fioretto) Squadra spada maschile Squadra fioretto femminile | Valentina Vezzali (fioretto) Squadra spada femminile                                                                          | Giovanna Trillini (fioretto) Squadra sciabola maschile                                                                           |
| 10^ Europeo (Danzica 1997) 0 - 1                | -- -- -- -- -- -- | -- -- -- -- -- -- | Anna Ferni (spada) |
| 45^ Mondiale (Citta' del Capo 1997) 2 - 1 - 3   | Giovanna Trillini (fioretto) Squadra fioretto femminile | Luigi Tarantino (sciabola) | Diana Bianchedi (fioretto) Squadra spada maschile Squadra fioretto maschile                                                      |
| 11^ Europeo (Plovdiv 1998) 2 - 1                | Elisa Uga (spada) Valentina Vezzali (fioretto) | Luigi Tarantino (sciabola) Squadra sciabola maschile (Raffaello Caserta, Giampiero Pastore, Luigi Tarantino, Antonio Terenzi) | Squadra fioretto femminile (Diana Bianchedi, Annamaria Giacometti, Giovanna Trillini, Valentina Vezzali)                         |
| 46^ Mondiale (La Chaux de Fonds 1998) 2 - 1 - 3 | Luigi Tarantino (sciabola) Squadra fioretto femminile | Raffaello Caserta (sciabola)                                                                                                  | Salvatore Sanzo (fioretto) Giovanna Trillini (fioretto) Valentina Vezzali (fioretto)                                             |
| 12^ Europeo (Bolzano 1999) 6 - 3 - 2            | Salvatore Sanzo (fioretto) Valentina Vezzali (fioretto) Squadra spada maschile (Sandro Cuomo, Paolo Milanoli, Alfredo Rota, Davide Schaier) Squadra fioretto maschile (Salvatore Sanzo, Alessandro Puccini, Daniele Crosta, Gianmarco Amore) Squadra spada femminile (Cristiana Cascioli, Elisa Uga, Sara Cometti, Margherita Zalaffi) Squadra fioretto femminile (Diana Bianchedi, Annamaria Giacometti, Giovanna Trillini, Valentina Vezzali) | | |
| 47^ Mondiale (Seul 1999) 2 - 2                  | Valentina Vezzali (fioretto) Squadra sciabola femminile | Matteo Zennaro (fioretto) Ilaria Bianco (sciabola)                                                                            | Luigi Tarantino (sciabola) Anna Ferraro (sciabola)                                                                               |

### 2000-2009
| Competizione                                    | Oro | Argento | Bronzo |
| ----------------------------------------------- | --- | --- | --- |
| 13^ Europeo (Funchal 2000) 1 - 0 - 3            | Salvatore Sanzo (fioretto) | -- -- -- -- -- -- | Gioia Marzocca (sciabola) Squadra fioretto maschile (Daniele Crosta, Gabriele Magni, Salvatore Sanzo, Matteo Zennaro) Squadra sciabola femminile (Ilaria Bianco, Anna Ferraro, Gioia Marzocca, Alessia Tognolli) |
| 48^ Mondiale (F) (Budapest 2000) 0 - 2 - 0      | -- -- -- -- -- -- | Ilaria Bianco (sciabola) Squadra sciabola femminile (Ilaria Bianco, Gioia Marzocca, Alessia Tognolli, Anna Ferraro) | -- -- -- -- -- -- |
| 27ª Olimpiade (Sydney 2000) set 2000 3 - 0 - 2  | Valentina Vezzali (fioretto) Squadra spada maschile Squadra fioretto femminile | -- -- -- -- -- -- | Giovanna Trillini (fioretto) Squadra fioretto maschile |
| 14^ Europeo (Coblenza 2001) 3 - 1               | Simone Vanni (fioretto) Valentina Vezzali (fioretto) Squadra fioretto femminile (Valentina Vezzali, Diana Bianchedi, Giovanna Trillini, Margherita Granbassi)                                                                                           | Paolo Milanoli (spada) Giovanna Trillini (fioretto) Squadra sciabola femminile (Ilaria Bianco, Ramona Cataleta, Gioia Marzocca, Alessia Tognolli)                                                                                    | Ilaria Bianco (sciabola) |
| 49^ Mondiale (Nimes 2001) 4 - 1 - 2             | Paolo Milanoli (spada) Salvatore Sanzo (fioretto) Valentina Vezzali (fioretto) Squadra fioretto femminile (Giovanna Trillini, Valentina Vezzali, Diana Bianchedi, Frida Scarpa)                                                                         | Ilaria Bianco (sciabola) | Gioia Marzocca (sciabola) Squadra spada femminile (Cristiana Cascioli, Margherita Zalaffi, Elisa Uga, Veronica Rossi) |
| 15^ Europeo (Mosca 2002) 2 - 1 - 0              | Andrea Cassarà (fioretto) Squadra fioretto maschile (Andrea Cassarà, Marco Ramacci, Simone Vanni, Matteo Zennaro) | Squadra sciabola maschile (Giacomo Guidi, Aldo Montano, Giampiero Pastore, Luigi Tarantino) | -- -- -- -- -- -- |
| 50^ Mondiale (Lisbona 2002) 1 - 1               | Simone Vanni (fioretto) | Squadra sciabola maschile (Giampiero Pastore, Giacomo Guidi, Aldo Montano, Luigi Tarantino) | Luigi Tarantino (sciabola) |
| 16^ Europeo (Bourges 2003) 1 - 3 - 3            | Ilaria Bianco (sciabola) | Valentina Vezzali (fioretto) Squadra sciabola maschile (Luigi Tarantino, Aldo Montano, Giampiero Pastore, Alessandro Cavaliere) Squadra fioretto femminile (Valentina Vezzali, Margherita Granbassi, Ilaria Salvatori, Frida Scarpa) | Luigi Tarantino (sciabola) Squadra spada maschile (Davide Schaier, Alessandro Bossalini, Diego Confalonieri, Giacomo Falcini) Squadra spada femminile (Silvia Rinaldi, Sara Cristina Cometti, Bianca Del Carretto, Francesca Quondamcarlo) |
| 51^ Mondiale (L'Avana 2003) 3 - 1 - 4           | Valentina Vezzali (fioretto) Squadra fioretto maschile (Andrea Cassarà, Salvatore Sanzo, Simone Vanni, Marco Ramacci) Squadra sciabola femminile (Ilaria Bianco, Gioia Marzocca, Rosanna Pagano, Alessandra Lucchino)                                   | Simone Vanni (fioretto) | Andrea Cassarà (fioretto) Aldo Montano (sciabola) Cristiana Cascioli (spada) Gioia Marzocca (sciabola) |
| 17^ Europeo (Copenaghen 2004) 0 - 5             | -- -- -- -- -- -- | -- -- -- -- -- -- | Claudia Pigliapoco (fioretto) Ilaria Bianco (sciabola) Squadra fioretto maschile (Marco Ramacci, Matteo Zennaro, Andrea Baldini, Giuseppe Alongi) Squadra fioretto femminile (Margherita Granbassi, Claudia Pigliapoco, Benedetta Durando, Elisa Di Francisca) Squadra sciabola femminile (Ilaria Bianco, Rosanna Pagano, Marianna Tricarico, Francesca Buccione) |
| 28ª Olimpiade (Atene 2004) ago 2004 3 - 1       | Valentina Vezzali (fioretto) Aldo Montano (sciabola) Squadra fioretto maschile | Salvatore Sanzo (fioretto) Giovanna Trillini (fioretto) Squadra sciabola maschile | Andrea Cassarà (fioretto) |
| 52^ Mondiale (New York 2004) 1 - 0 - 0          | Squadra fioretto femminile (Margherita Granbassi, Giovanna Trillini, Valentina Vezzali, Elisa Di Francisca) | -- -- -- -- -- -- | -- -- -- -- -- -- |
| 18^ Europeo (Zalaegerszeg 2005) 4 - 0 - 4       | Andrea Cassarà (fioretto) Aldo Montano (sciabola) Squadra fioretto maschile (Andrea Baldini, Andrea Cassarà, Salvatore Sanzo, Simone Vanni) Squadra fioretto femminile (Valentina Cipriani, Elisa Di Francisca, Margherita Granbassi, Ilaria Salvatori) | -- -- -- -- -- -- | Andrea Baldini (fioretto) Valentina Cipriani (fioretto) Ilaria Bianco (sciabola) Gioia Marzocca (sciabola) |
| 53^ Mondiale (Lipsia 2005) 2 - 2                | Salvatore Sanzo (fioretto) Valentina Vezzali (fioretto) | Squadra fioretto maschile (Andrea Baldini, Andrea Cassarà, Salvatore Sanzo, Simone Vanni) Squadra sciabola maschile (Andrea Aquili, Aldo Montano, Giampiero Pastore, Luigi Tarantino)                                                | Ilaria Bianco (sciabola) Alessandra Lucchino (sciabola) |
| 19^ Europeo (Smirne 2006) 0 - 1 - 4             | -- -- -- -- -- -- | | |
| 54^ Mondiale (Torino 2006) 1 - 3 - 3            | | | |
| 20^ Europeo (Gand 2007) 2 - 4                   | | | |
| 55^ Mondiale (San Pietroburgo 2007) 1 - 4 - 4   | | | |
| 21^ Europeo (Kiev 2008) 1 - 2 - 3               | | | |
| 29ª Olimpiade (Pechino 2008) ago 2008 2 - 0 - 5 | Valentina Vezzali (fioretto) Matteo Tagliariol (spada) | -- -- -- -- -- -- | Salvatore Sanzo (fioretto) Margherita Granbassi (fioretto) Squadra spada maschile Squadra sciabola maschile Squadra fioretto femminile |
| 56^ Mondiale (Pechino 2008) 1 - 0 - 0           | Squadra fioretto maschile (Andrea Baldini, Stefano Barrera, Andrea Cassarà, Salvatore Sanzo) | -- -- -- -- -- -- | -- -- -- -- -- -- |
| 22^ Europeo (Plovdiv 2009) 5 - 0 - 4            | | -- -- -- -- -- -- | |
| 57^ Mondiale (Adalia 2009) 4 - 2 - 3            | | | |

### 2010-2019
| Competizione                                              | Oro | Argento | Bronzo |
| --------------------------------------------------------- | --- | --- | --- |
| 23^ Europeo (Lipsia 2010) 5 - 2 - 3                       | Andrea Baldini (fioretto) Valentina Vezzali (fioretto) Squadra fioretto maschile (Valerio Aspromonte, Giorgio Avola, Andrea Baldini, Andrea Cassarà) Squadra sciabola maschile (Aldo Montano, Diego Occhiuzzi, Luigi Samele, Luigi Tarantino) Squadra fioretto femminile (Elisa Di Francisca, Arianna Errigo, Ilaria Salvatori, Valentina Vezzali) | Valerio Aspromonte (fioretto) Squadra spada femminile (Bianca Del Carretto, Nathalie Moellhausen, Mara Navarria, Francesca Quondamcarlo)                                                                                            | Elisa Di Francisca (fioretto) Ilaria Bianco (sciabola) Squadra sciabola femminile (Ilaria Bianco, Alessandra Lucchino, Gioia Marzocca, Irene Vecchi) |
| 58^ Mondiale (Parigi 2010) 2 - 3 - 2                      | | | |
| 24^ Europeo (Sheffield 2011) 6 - 2 - 2                    | | | |
| 59^ Mondiale (Catania 2011) 4 - 3 - 4                     | | | |
| 25^ Europeo (Legnano 2012) 2 - 0 - 2                      | | | |
| 60^ Mondiale (Kiev 2012) 0 - 0                            | | | |
| 30ª Olimpiade (Londra 2012) 28 lug - 5 ago 2012 3 - 2 - 2 | Elisa Di Francisca (fioretto) Squadra fioretto femminile (Elisa Di Francisca, Arianna Errigo, Ilaria Salvatori, Valentina Vezzali) Squadra fioretto maschile (Andrea Baldini, Giorgio Avola, Andrea Cassarà, Valerio Aspromonte) | Diego Occhiuzzi (sciabola) Arianna Errigo (fioretto) | Valentina Vezzali (fioretto) Squadra sciabola maschile (Aldo Montano, Diego Occhiuzzi, Luigi Tarantino, Luigi Samele) |
| 26^ Europeo (Zagabria 2013) 3 - 1 - 4                     | | | |
| 61^ Mondiale (Budapest 2013) 3 - 0 - 3                    | | | |
| 27^ Europeo (Strasburgo 2014) 4 - 3 - 3                   | | | |
| 62^ Mondiale (Kazan 2014) 3 - 1 - 4                       | | | |
| 28^ Europeo (Montreux 2015) 3 - 4                         | | | |
| 63^ Mondiale (Mosca 2015) 4 - 0 - 1                       | | | |
| 29^ Europeo (Torun 2016) 1 - 4 - 1                        | | | |
| 64^ Mondiale (Rio de Janeiro 2016) 0 - 1 - 0              | | | |
| 31ª Olimpiade (Rio 2016) 6-14 ago 2016 1 - 3 - 0          | Daniele Garozzo (fioretto) | Rossella Fiamingo (spada) Elisa Di Francisca (fioretto) Squadra spada maschile (Marco Fichera, Enrico Garozzo, Paolo Pizzo, Andrea Santarelli)                                                                                      | -- -- -- -- -- -- |
| 30^ Europeo (Tbilisi 2017) 4 - 3 - 4                      | Daniele Garozzo (fioretto) Arianna Errigo (fioretto) Squadra fioretto femminile (Martina Batini, Arianna Errigo, Camilla Mancini, Alice Volpi) Squadra sciabola femminile (Martina Criscio, Rossella Gregorio, Loreta Gulotta, Irene Vecchi) | Paolo Pizzo (spada) Rossella Gregorio (sciabola) Squadra sciabola maschile (Enrico Berrè, Luca Curatoli, Aldo Montano, Luigi Samele)                                                                                                | Giorgio Avola (fioretto) Luca Curatoli (sciabola) Alice Volpi (fioretto) Squadra fioretto maschile (Giorgio Avola, Alessio Foconi, Daniele Garozzo, Lorenzo Nista) |
| 65^ Mondiale (Lipsia 2017) 4 - 1 - 4                      | Paolo Pizzo (spada) Squadra fioretto maschile (Giorgio Avola, Andrea Cassarà, Alessio Foconi, Daniele Garozzo) Squadra fioretto femminile (Martina Batini, Arianna Errigo, Camilla Mancini, Alice Volpi) Squadra sciabola femminile (Martina Criscio, Rossella Gregorio, Loreta Gulotta, Irene Vecchi)                                             | Alice Volpi (fioretto) | Daniele Garozzo (fioretto) Arianna Errigo (fioretto) Irene Vecchi (sciabola) Squadra sciabola maschile (Enrico Berrè, Dario Cavaliere, Luca Curatoli, Luigi Samele) |
| 31^ Europeo (Novi Sad 2018) 1 - 4 - 3                     | Squadra fioretto femminile (Chiara Cini, Arianna Errigo, Camilla Mancini, Alice Volpi) | Daniele Garozzo (fioretto) Arianna Errigo (fioretto) Squadra fioretto maschile (Giorgio Avola, Andrea Cassarà, Alessio Foconi, Daniele Garozzo) Squadra sciabola maschile (Enrico Berrè, Luca Curatoli, Aldo Montano, Luigi Samele) | Giorgio Avola (fioretto) Alice Volpi (fioretto) Squadra spada maschile (Gabriele Cimini, Marco Fichera, Enrico Garozzo, Andrea Santarelli) |
| 66^ Mondiale (Wuxi 2018) 4 - 2 - 1                        | Alessio Foconi (fioretto) Alice Volpi (fioretto) Mara Navarria (spada) Squadra fioretto maschile (Giorgio Avola, Andrea Cassarà, Alessio Foconi, Daniele Garozzo) | Squadra sciabola maschile (Enrico Berrè, Luca Curatoli, Aldo Montano, Luigi Samele) Squadra fioretto femminile (Chiara Cini, Arianna Errigo, Camilla Mancini, Alice Volpi)                                                          | Arianna Errigo (fioretto) |
| 32^ Europeo (Düsseldorf 2019) 2 - 6                       | Alessio Foconi (fioretto) Elisa Di Francisca (fioretto) | Daniele Garozzo (fioretto) Andrea Santarelli (spada) | Enrico Garozzo (spada) Alice Volpi (fioretto) Squadra fioretto maschile (Giorgio Avola, Andrea Cassarà, Alessio Foconi, Daniele Garozzo) Squadra sciabola maschile (Enrico Berrè, Luca Curatoli, Aldo Montano, Luigi Samele) Squadra fioretto femminile (Elisa Di Francisca, Arianna Errigo, Francesca Palumbo, Alice Volpi) Squadra spada femminile (Alice Clerici, Rossella Fiamingo, Federica Isola, Mara Navarria) |
| 67^ Mondiale (Budapest 2019) 15-23 lug 2019 0 - 1 - 7     | -- -- -- -- -- -- | Squadra fioretto femminile (Elisa Di Francisca, Arianna Errigo, Francesca Palumbo, Alice Volpi) | Andrea Santarelli (spada) Luca Curatoli (sciabola) Arianna Errigo (fioretto) Elisa Di Francisca (fioretto) Squadra fioretto maschile (Giorgio Avola, Andrea Cassarà, Alessio Foconi, Daniele Garozzo) Squadra sciabola maschile (Enrico Berrè, Luca Curatoli, Aldo Montano, Luigi Samele) Squadra spada femminile (Rossella Fiamingo, Federica Isola, Mara Navarria, Alice Clerici)                                    |

### 2020-2029
A causa della pandemia le Olimpiadi di Tokyo 2020 si sono tenute nel 2021 e sono state cancellate le edizioni dei campionati europei e mondiali previste nel 2020 e 2021.
| Competizione                                                                   | Oro | Argento | Bronzo |
| ------------------------------------------------------------------------------ | --- | --- | --- |
| 32ª Olimpiade (Tokyo 2020 [2021]) 24 lug - 1 ago 2021 0 - 3 - 2                | -- -- -- -- -- -- | Daniele Garozzo (fioretto) Luigi Samele (sciabola) Squadra sciabola maschile (Enrico Berrè, Luca Curatoli, Luigi Samele, Aldo Montano) | Squadra fioretto femminile (Martina Batini, Alice Volpi, Arianna Errigo, Erica Cipressa) Squadra spada femminile (Rossella Fiamingo, Federica Isola, Mara Navarria, Alberta Santuccio) |
| 35^ Europeo (Adalia 2022) 17-22 giu 2022 4 - 7 - 3                             | Daniele Garozzo (fioretto) Squadra fioretto maschile (Guillaume Bianchi, Alessio Foconi, Daniele Garozzo, Tommaso Marini) Squadra spada maschile (Andrea Santarelli, Davide Di Veroli, Gabriele Cimini, Federico Vismara) Squadra fioretto femminile (Arianna Errigo, Martina Favaretto, Francesca Palumbo, Alice Volpi) | Tommaso Marini (fioretto) Luca Curatoli (sciabola) Arianna Errigo (fioretto) Rossella Fiamingo (spada) Rossella Gregorio (sciabola) Squadra spada femminile (Rossella Fiamingo, Federica Isola, Mara Navarria, Alberta Santuccio) Squadra sciabola femminile (Michela Battiston, Martina Criscio, Rossella Gregorio, Eloisa Passaro) | Giorgio Avola (fioretto) Alice Volpi (fioretto) Mara Navarria (spada) |
| 68^ Mondiale (Il Cairo 2022) 15-23 lug 2022 2 - 4 - 2                          | Squadra fioretto maschile (Alessio Foconi, Daniele Garozzo, Tommaso Marini, Guillaume Bianchi) Squadra fioretto femminile (Arianna Errigo, Alice Volpi, Martina Favaretto, Francesca Palumbo) | Tommaso Marini (fioretto) Arianna Errigo (fioretto) Squadra spada maschile (Andrea Santarelli, Davide Di Veroli, Federico Vismara, Gabriele Cimini) Squadra spada femminile (Rossella Fiamingo, Federica Isola, Mara Navarria, Alberta Santuccio)                                                                                    | Rossella Fiamingo (spada) Squadra sciabola maschile (Luca Curatoli, Michele Gallo, Luigi Samele, Pietro Torre) |
| 36^ Europeo (Plovdiv 2023) 16-18 giu 2023 (Cracovia 2023) 28-30 giu 2023 5 - 6 | Davide Di Veroli (spada) Filippo Macchi (fioretto) Martina Batini (fioretto) Squadra fioretto maschile (Alessio Foconi, Daniele Garozzo, Filippo Macchi, Tommaso Marini) Squadra fioretto femminile (Martina Batini, Martina Favaretto, Francesca Palumbo, Alice Volpi)                                                  | Federico Vismara (spada) Martina Favaretto (fioretto) Mara Navarria (spada) Squadra sciabola maschile (Luca Curatoli, Michele Gallo, Luigi Samele) Squadra sciabola femminile (Martina Criscio, Rossella Gregorio, Eloisa Passaro, Chiara Mormile)                                                                                   | Guillaume Bianchi (fioretto) Alice Volpi (fioretto) Francesca Palumbo (fioretto) Martina Criscio (fioretto) Squadra spada maschile (Gabriele Cimini, Davide Di Veroli, Andrea Santarelli, Federico Vismara) Squadra spada femminile (Rossella Fiamingo, Federica Isola, Mara Navarria, Alberta Santuccio) |
| 69^ Mondiale (Milano 2023) 22-30 lug 2023 4 - 2                                | Tommaso Marini (fioretto) Alice Volpi (fioretto) Squadra fioretto femminile (Alice Volpi, Martina Favaretto, Arianna Errigo, Francesca Palumbo) Squadra spada maschile (Gabriele Cimini, Andrea Santarelli, Davide Di Veroli, Federico Vismara)                                                                          | Davide Di Veroli (spada) Arianna Errigo (fioretto) Alberta Santuccio (spada) Squadra spada femminile (Rossella Fiamingo, Federica Isola, Mara Navarria, Alberta Santuccio) | Martina Favaretto (fioretto) Mara Navarria (spada) |
| 37^ Europeo (Basilea 2024) 18-23 giu 2024 5 - 3 - 3                            | Tommaso Marini (fioretto) Michele Gallo (sciabola) Arianna Errigo (fioretto) Squadra fioretto femminile (Arianna Errigo, Martina Favaretto, Francesca Palumbo, Alice Volpi) Squadra spada femminile (Rossella Fiamingo, Mara Navarria, Giulia Rizzi, Alberta Santuccio)                                                  | Alessio Foconi (fioretto) Luca Curatoli (sciabola) Squadra spada maschile (Gabriele Cimini, Davide Di Veroli, Andrea Santarelli, Federico Vismara) | Luigi Samele (sciabola) Alberta Santuccio (spada) Squadra fioretto maschile (Guillaume Bianchi, Alessio Foconi, Filippo Macchi, Tommaso Marini) |
| 33ª Olimpiade (Parigi 2024) 26 lug - 11 ago 2024 1 - 2 - 1                     | Squadra spada femminile (Rossella Fiamingo, Giulia Rizzi,Mara Navarria, Alberta Santuccio) | Filippo Macchi (fioretto) Squadra fioretto femminile (Francesca Palumbo, Martina Favaretto, Alice Volpi, Arianna Errigo) | Luigi Samele (sciabola) |
| 38^ Europeo (Genova 2025) 14-19 giu 2025 3 - 2 - 8                             | Guillaume Bianchi (fioretto) Squadra fioretto maschile (Guillaume Bianchi, Filippo Macchi, Tommaso Marini, Alessio Foconi) Squadra fioretto femminile (Arianna Errigo, Alice Volpi, Anna Cristino, Martina Batini) | Matteo Galassi (spada) Squadra sciabola maschile (Michele Gallo, Luca Curatoli, Matteo Neri, Pietro Torre) | Tommaso Marini (fioretto) Andrea Santarelli (spada) Squadra spada maschile (Matteo Galassi, Andrea Santarelli, Davide Di Veroli, Gianpaolo Buzzacchino) Martina Batini (fioretto) Alberta Santuccio (spada) Sara Maria Kowalczyk (spada) Squadra spada femminile (Rossella Fiamingo, Alberta Santuccio, Lucrezia Paulis, Giulia Rizzi) Squadra sciabola femminile (Michela Battiston, Chiara Mormile, Mariella Viale, Manuela Spica) |